# Джон Годіна
Джон Карл Годіна (англ. John Carl Godina; нар. 31 травня 1972) — американський легкоатлет, який спеціалізувався на штовханні ядра.

## Спортивні досягнення
Срібний (1996) та бронзовий (2000) олімпійський призер зі штовхання ядра. Фіналіст олімпійських змагань зі штовхання ядра (2004).
Брав участь в олімпійських змаганнях з метання диска на двох Іграх (1996, 2000), проте обидва рази не вдалось подолати кваліфікаційний раунд.
Триразовий чемпіон світу зі штовхання ядра (1995, 1997, 2001).
Фіналіст чемпіонатів світу у штовханні ядра (7-й у 1999 та 8-й у 2003) та метанні диска (5-е місце у 1997 та 10-е місце у 1995).
Володар повного комплекту нагород чемпіонатів світу в приміщенні у штовханні ядра — золото (2001), срібло (1999, 2003) та бронза (1997).
Переможець змагань зі штовхання ядра на Кубку світу (1998), де також був 4-м серед метальників диска.
Чемпіон США зі штовхання ядра (1998, 1999, 2001, 2003) та метання диска (1997, 1998).
Чемпіон США в приміщенні зі штовхання ядра (1996, 1997, 1998, 2005).

## Визнання
- Член Зали слави легкої атлетики США (2013)